# Khehek (jezik)
Khehek jezik (levei-drehet, levei-ndrehet; ISO 639-3: tlx), jezik admiralitetske podskupine oceanijskih jezika kojim govori oko 1 600 (1991 SIL) pripadnika plemena Levei-Narehat u provinciji Manus, Papua Nova Gvineja. 
Sela u kojima se govori su Ndrehet, Levei i Bucho; svako sa svojim vlastitim dijalektom koja nose ime po njima.

## Vanjske poveznice
- Ethnologue (14th)
- Ethnologue (15th)